# Santos Juárez Fiallos
Santos Juarez Fiallos (11 de julio de 1916, Comayagüela, Honduras - septiembre de 2005) fue un poeta, narrador y periodista hondureño.

## Trayectoria
Nació en Comayagüela, Distrito Central el 11 de julio de 1916 y murió en septiembre del 2005. Estudió magisterio, y se graduó de Licenciado en Ciencias Jurídicas y Sociales en la Facultad de Derecho de la Universidad Nacional. Perteneció a la llamada Generación de la Dictadura.
Fue jefe de redacción de la revista “Tegucigalpa”, director del semanario “el tiempo” (1951) y Director del diario “Prensa Libre” (1954).
Fue miembro fundador de la Asociación de Prensa Hondureña, y del Pen Club de Honduras, en cuyas directivas fungió como Secretario durante varios periodos. Fue miembro de la Academia Hondureña de la Lengua, en la cual fue Subdirector. Residió en
Tegucigalpa y fue colaborador de diversos suplementos literarios. Se le otorgó el Premio Nacional de Literatura Ramón Rosa en 1990. 

## Obras
- Los alegres años veinte y otros cuentos Hondureños
- El Fugitivo
- Sólo es el Viento Amada
- Cincuenta sonetos
- La Posada del Gato Pardo
- La vida de Adolfo Zúñiga
- Motivo familiar